# Manu Fernández
Manuel Fernández Muñiz (Gijón, Asturias, España, 9 de mayo de 1986), conocido como Manu o Manu Fernández, es un exfutbolista español que jugaba de portero.

## Trayectoria
Formado en la Escuela de fútbol de Mareo, debutó en la Segunda División con el Real Sporting de Gijón el 17 de septiembre de 2005 en un partido frente al Málaga C. F. "B". Tras dos temporadas con el equipo filial, el Real Sporting de Gijón "B", en la campaña 2007-08 fichó por el R. C. Deportivo de La Coruña "B". Allí permaneció hasta la temporada 2009-10, en la que pasó a formar parte del primer equipo deportivista como suplente de Dani Aranzubia.
En la campaña 2011-12 regresó a la Segunda División tras firmar un contrato con el R. C. Recreativo de Huelva. Una temporada después fichó por la A. D. Alcorcón, donde disputó todos los partidos de la competición exceptuando uno por acumulación de tarjetas. En su segundo año en el equipo, sin embargo, sólo participó en un encuentro de la Copa del Rey. En la temporada 2014-15 recaló en el Deportivo Alavés y jugó veintinueve encuentros. Al término de la misma regresó al Deportivo de La Coruña. Su siguiente equipo fue el Machine Sazi F. C. iraní, con el que disputó catorce partidos antes de desvincularse del club en enero de 2017. Jugó la segunda vuelta de la campaña 2016-17 con el Marbella F. C., club en el que se acabaría retirando.

## Selección nacional
Fue internacional con España en la categoría sub-19, con la que se proclamó campeón de la Eurocopa de 2004 celebrada en Suiza.

## Clubes
| Club                             | País   | Año       |
| -------------------------------- | ------ | --------- |
| Real Sporting de Gijón "B"       | España | 2004-2006 |
| Real Sporting de Gijón           | España | 2006-2007 |
| R. C. Deportivo de La Coruña "B" | España | 2007-2009 |
| R. C. Deportivo de La Coruña     | España | 2009-2011 |
| R. C. Recreativo de Huelva       | España | 2011-2012 |
| A. D. Alcorcón                   | España | 2012-2014 |
| Deportivo Alavés                 | España | 2014-2015 |
| R. C. Deportivo de La Coruña     | España | 2015-2016 |
| Machine Sazi F. C.               | Irán   | 2016-2017 |
| Marbella F. C.                   | España | 2017      |

## Palmarés

### Copas internacionales
| Título          | Club                      | País  | Año  |
| --------------- | ------------------------- | ----- | ---- |
| Eurocopa sub-19 | Selección española sub-19 | Suiza | 2004 |